# François Quesnay

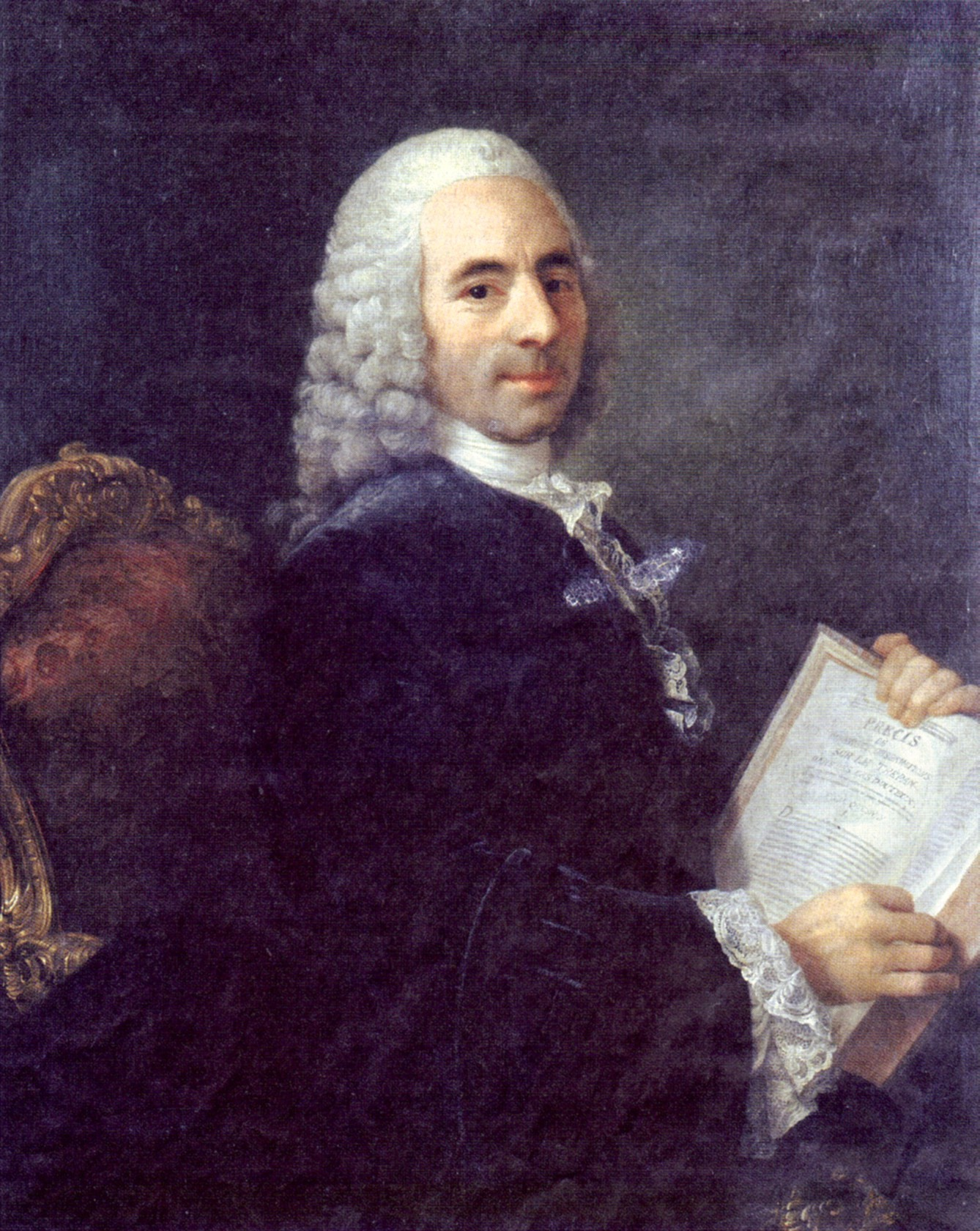
François Quesnay

François Quesnay [fʀɑ̃ˈswa kɛˈnɛ] (* 4. Juni 1694 in Méré/Montfort-l’Amaury bei Versailles; † 16. Dezember 1774 in Versailles) war ein französischer Chirurg und Ökonom. Er gilt als Begründer der physiokratischen Schule der Ökonomie und Enzyklopädist.

## Der Arzt
Quesnay wurde als achtes von 13 Kindern seiner Eltern in einem Dorf in der Île-de-France im Arrondissement Rambouillet geboren, ungefähr 90 km von Paris entfernt. Sein Vater war ein kleiner Grundbesitzer (kein Jurist), arbeitete als Landwirt und betrieb daneben einen Krämerladen; als er starb, war François erst acht Jahre alt. Im Alter von 16 Jahren begann er in Paris eine Lehre bei einem Kupferstecher, der Illustrationen für die chirurgische Akademie anfertigte. Hier entwickelte Quesnay sein Interesse an der Medizin, im Anschluss an seine Lehre absolvierte er eine Ausbildung zum Wundarzt im Chirurgiekollegium von Saint-Côme in Paris, 1718 war er Chirurg.

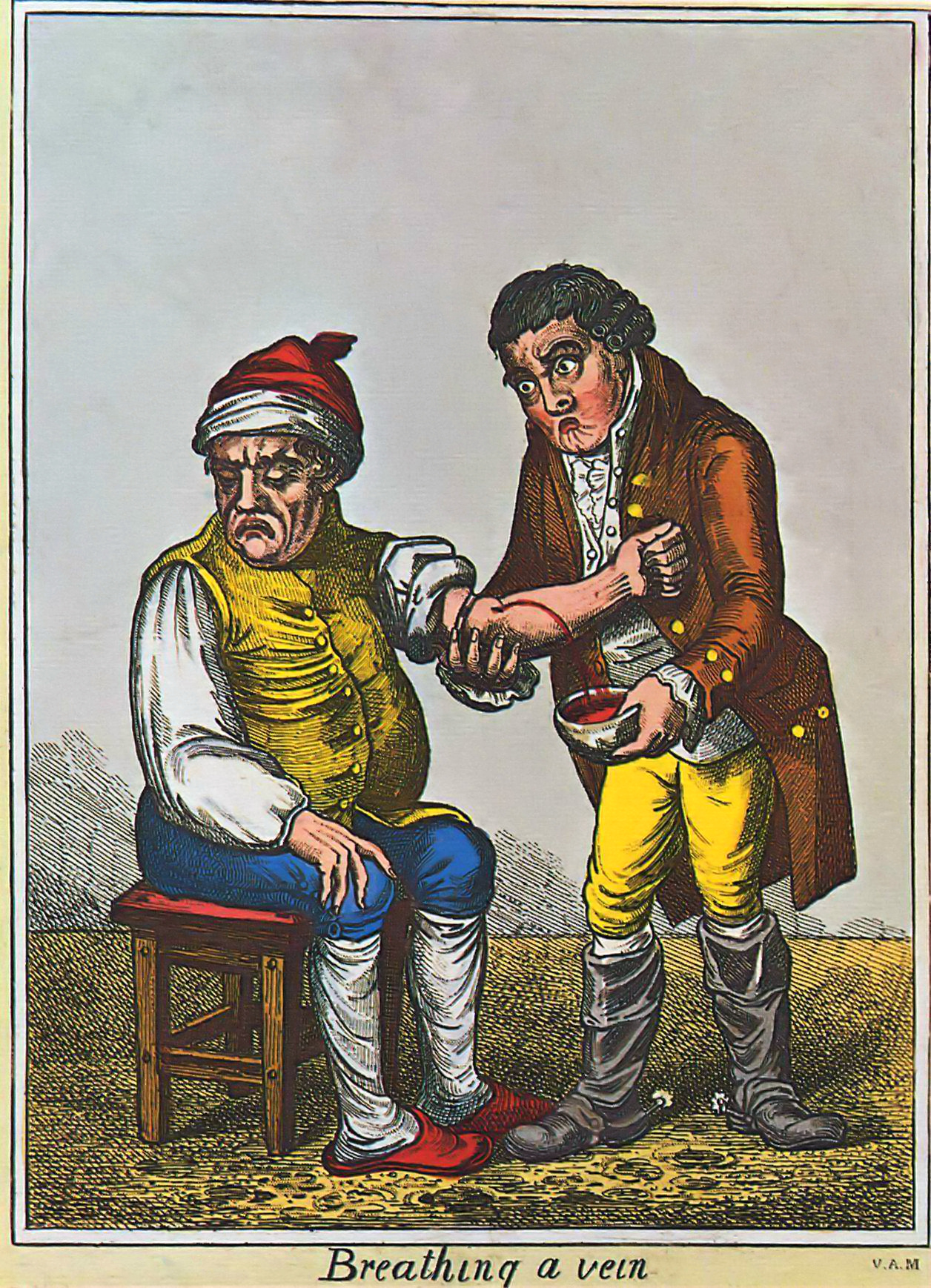
James Gillray: Der Aderlass (um 1805)

Eine medizinische Streitschrift verschaffte ihm einige Aufmerksamkeit. Sie richtete sich gegen Jean-Baptiste Silva, den konsultierenden Arzt des Königs, und dessen – damals weit verbreitete – Ansicht, praktisch jede Krankheit müsse mit einem kräftigen Aderlass behandelt werden. Quesnay dagegen empfahl, mit Blut als einem nützlichen Stoff vorsichtiger umzugehen. In Paris bekam er eine ehrenvolle Anstellung als Leibarzt des Herzogs von Villeroy, wurde 1744 Doktor der Medizin und schließlich 1749 von der einflussreichen Mätresse des Königs Ludwig XV., Madame de Pompadour, an den Hof von Versailles berufen. Als ihr vertrauter Leibarzt hatte er eine kleine Wohnung im Schloss; zu seinen Aufgaben gehörte es, alle Speisen zu prüfen, die sie zu sich nahm. Er wurde unter die offiziellen Hofärzte eingereiht, mit dem erklärten Anspruch auf die Nachfolge als oberster Leibarzt des Königs. 1751 wählte man ihn in die Akademie der Wissenschaften, 1752 erhielt er einen Adelstitel, nachdem er den Kronprinzen von den Windpocken geheilt hatte.

## Der Ökonom

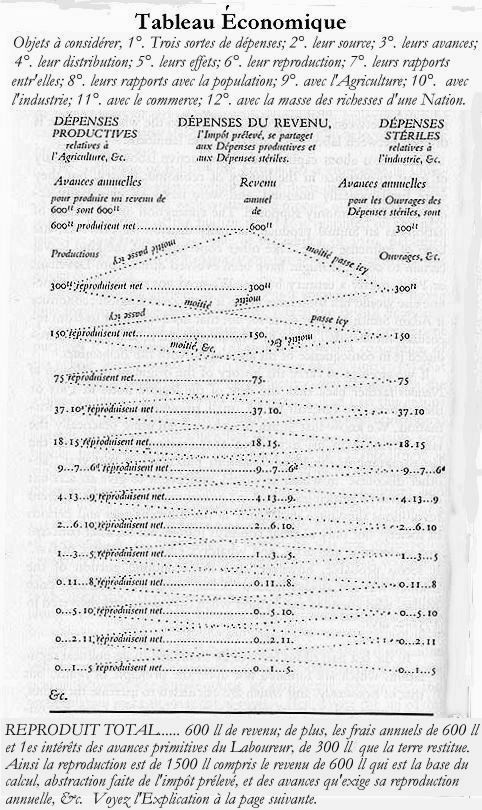
Das Tableau Économique

Erst in weit fortgeschrittenem Alter beschäftigte sich Quesnay mit Fragen der Ökonomie. Um die Mitte des 18. Jahrhunderts erschienen in Frankreich zahlreiche Schriften zu diesem Thema. Auch in der Enzyklopädie von Denis Diderot und Jean-Baptiste le Rond d’Alembert, einem zentralen Werk der Aufklärung, nahmen diese Probleme großen Raum ein. Quesnay war mit d’Alembert befreundet, in den Jahren 1756/57 schrieb er mehrere enzyklopädische Artikel, allerdings – aus unbekanntem Anlass – nicht über Medizin, sondern über die Landwirtschaft und ihre gesamtwirtschaftliche Bedeutung. 1758 entwickelte er sein revolutionäres Modell vom wirtschaftlichen Kreislauf und dessen Gesetzmäßigkeiten, das Tableau économique, und wurde so zum Begründer der Physiokratie.

### Die Physiokratie
Die Physiokratie (Herrschaft der Natur) ist das erste System der klassischen politischen Ökonomie. Sie entstand als Reaktion auf den Colbertismus und richtete sich gegen die feudal-absolutistische Reglementierung der Wirtschaft und gegen die einseitige Förderung der gewerblichen Export-Produktion bei gleichzeitiger Vernachlässigung der Landwirtschaft. Ziel war es, merkantilistische Behinderungen der Produktion und des Handels zu beseitigen, die kleinbäuerliche Wirtschaft durch eine Großlandwirtschaft zu ersetzen, „also der englischen Landwirtschaft nachzueifern.“ Die physiokratische Lehre begründete erstmalig umfassend den klassischen Liberalismus. Sie herrschte in Frankreich von der Mitte des 18. Jahrhunderts bis zum Ausbruch der bürgerlichen Revolution 1789. Neben Quesnay wurde die physiokratische Lehre vertreten von Anne-Robert Turgot (1727–1781), Pierre-Samuel Dupont des Nemours (1739–1817), Paul-Pierre Mercier de la Riviére (1720–1794) und dem älteren Graf von Mirabeau (1715–1789). Die sozialphilosophischen Grundlagen der Physiokratie wurzelten in der „natürlichen Ordnung“, in den Naturgesetzen: Freiheit des Privateigentums, Freiheit der Wirtschaft und Freiheit der Person. Ihre Protagonisten gingen aus von der grundsätzlichen Übereinstimmung von Natur, Vernunft und Freiheit. Die Naturgesetze sollten die Basis sein für die juristischen Gesetze, die „positive Ordnung“. Im Mittelpunkt der Physiokratie stand die systematische theoretische Analyse der kapitalistischen Produktionsverhältnisse. Ihr bleibender Beitrag zum ökonomischen Denken ist es, statt auf einzelne Produkte und einzelne Wirtschaftshandlungen zu orientieren, erstmals die Einheit des Wirtschaftsganzen und die Verbindung seiner Teile über den Geld- und Warenstrom zu zeigen. Quesnays Betrachtungsweise der Wirtschaft als Kreislauf markierte einen wissenschaftlichen Durchbruch und ebnete Wege zur Entwicklung der klassischen Volkswirtschaftslehre.
Ein charakteristisches Merkmal der Physiokratie war der Widerspruch zwischen dem antifeudalen bürgerlichen Inhalt und dem feudalen Schein ihrer ökonomischen Lehren. „Die Etikette eines Systems“, schreibt Karl Marx, „unterscheidet sich von der andrer Artikel u. a. dadurch, dass sie nicht nur den Käufer prellt, sondern oft auch den Verkäufer. Quesnay selbst und seine nächsten Schüler glaubten an ihr feudales Aushängeschild… In der Tat aber ist das physiokratische System die erste systematische Erfassung der kapitalistischen Produktionsweise.“ Die erkenntnistheoretische Begrenztheit zeige sich, schreibt Günter Fabiunke, in der für die Physiokratie charakteristischen Methode, gesellschaftliche Kategorien unmittelbar aus natürlichen Kategorien abzuleiten oder beide Kategorien gleichzusetzen, zum Beispiel die Grundrente mit dem Mehrprodukt. „Nicht zuletzt aus dieser ahistorischen Naturorientiertheit erklärt sich das Unvermögen der Physiokraten, den objektiv zutiefst antifeudalen bürgerlichen Inhalt der von ihnen im Interesse des Feudalabsolutismus entwickelten und daher in einer massiven feudalen Hülle steckenden ökonomischen Lehren zu begreifen.“
Häufig wird die naheliegende Vermutung geäußert, dass Quesnay seine medizinischen Kenntnisse des Blutkreislaufs auf die Volkswirtschaft übertrug. Wie der englische Arzt William Harvey 1628 den Blutkreislauf, so habe Quesnay, inspiriert davon, den ökonomischen Kreislauf entdeckt, und versucht, daraus Schlussfolgerungen für die Heilung der französischen Wirtschaft abzuleiten. Einen Beleg dafür gibt es nicht. Quesnay bedient sich der Analogie nicht, wohl aber Turgot. Dass Quesnay auch „Konfuzius Europas“ genannt wurde, spricht für die These, dass ihn chinesische Vorbilder anregten.
Die Denkschule der Physiokraten hatte unter französischen Intellektuellen zahlreiche Anhänger. In Fachzeitschriften gab es seit 1765 Beilagen mit ihren Schriften. Quesnay selbst veröffentlichte darin unter den Pseudonymen H., N., Isle oder Nisaque regelmäßig Artikel wie „Observations sur le droit naturel“ und „Mémoire sur les avantages de l’industrie et du commerce“. In Paris fanden zehn Jahre lang zweimal wöchentlich Zusammenkünfte im Palais des Grafen Mirabeau statt, gesellschaftliche Ereignisse mit Diskussionen, die auch der Vorbereitung neuer Publikationen zur physiokratischen Ökonomie dienten. Während seines längeren Frankreichaufenthalts seit 1764 nahm auch der britische Moralphilosoph und später berühmte Ökonom Adam Smith an den Veranstaltungen teil. Auch Quesnay kam als Siebzigjähriger noch gelegentlich zu diesen Treffen nach Paris. Am 16. Dezember 1774, im damals ungewöhnlich hohen Alter von 80 Jahren, starb er in seiner Wohnung in Versailles. Wenige Monate zuvor war ein Anhänger seiner Theorie, der Staatsmann und Ökonom Turgot, Finanzminister Ludwigs XVI. geworden.

### Produktive Arbeit, Mehrwert und Klassen
Unter produktiver Arbeit verstanden Quesnay und die Physiokraten ausschließlich die in der landwirtschaftlichen Produktion geleistete Arbeit. Allein die Erde sei die natürliche Quelle allen Reichtums. Dabei galt nur die landwirtschaftliche Arbeit als produktiv, die in einer Vegetationsperiode mehr Produkte hervorbringt, als von den landwirtschaftlichen Produzenten konsumiert werden. Die Arbeit von kleinen Bauern, die dem Boden gerade so viel Produkte abringt, die diese selbst verzehrten, galt nicht als produktiv. Kriterium für produktive Arbeit war, dass sie einen Überschuss, ein „Nettoprodukt“ abwirft. Der Mehrwert ist ein Gebrauchswertüberschuss: „Die Summe der Gebrauchswerte, die er während der Produktion verzehrt, ist kleiner als die Summe der Gebrauchswerte, die er schafft, und so bleibt ein Surplus von Gebrauchswerten übrig…“. Der Überschuss zeige, dass die Produktivität der Erde den Agrikulturarbeiter befähigt, „mehr zu produzieren, als er zu konsumieren braucht, um fortzuexistieren.“ Das Große und Bedeutende der Physiokratie ist, „den Wert und den Mehrwert nicht aus der Zirkulation“ – wie die Merkantilisten –, „sondern aus der Produktion abzuleiten“, ihr Mangel, den Mehrwert mit der stofflichen Form der Grundrente zu identifizieren, d. h. nur die landwirtschaftliche Arbeit als produktive Arbeit gelten zu lassen. Da die Grundrente die einzige Form des Mehrwerts sei, erscheinen Profit und Zins ihr gegenüber als abgeleitete Kategorien. Als Träger aller wirtschaftlichen Aktivitäten benannte Quesnay drei „Klassen“ (Gruppen bzw. Sektoren): Die Landwirtschaft (classe productive) erwirtschaftet den volkswirtschaftlichen Überschuss. Die Grundeigentümer (classe des propriétaires oder classe distributive), meist Adlige, betreiben durch Verpachtung die Verteilung des Bodens und sorgen für dessen Melioration; sie verbrauchen den gesamten Überschuss. Die Klasse der Manufakturarbeiter, Händler und Gewerbetreibenden (classe stérile) erwirtschaftete keinen Überschuss. Der Wert ihrer Produkte besteht aus dem Rohmaterial, das die Manufakturarbeiter aus der Landwirtschaft beziehen und nur stofflich umgestalten würden. Die Lebensmittel, die sie konsumieren müssen, um die Arbeit zu leisten, erhöhen zwar den Wert der Manufakturprodukte, sind aber gleichfalls Produkte der Landwirtschaft. Daher die falsche Bestimmung der Manufakturarbeit als unproduktiv und die Einordnung der Klasse der Manufakturarbeiter als steril. Quesnays Charakterisierung der verschiedenen „Klassen“ rief jedoch bald Widerspruch hervor, vor allem die Bewertung der aufstrebenden Manufakturen als unproduktiv und „steril“. Adam Smith korrigierte dann 1776 in seinem ökonomischen Hauptwerk Der Wohlstand der Nationen die These vom Vorrang der Landwirtschaft als Quelle des nationalen Reichtums. Er schrieb die Produktivkraft überhaupt keinem bestimmten Sektor der Volkswirtschaft zu, sondern generell der Arbeit, die allen Produktionsformen zugrunde liegt. Entscheidend sei, dass ausreichend Kapital zur Verfügung gestellt werde, um produktive Arbeit nutzen zu können und dass die Arbeiter in allen Produktionsbereichen Wert produzieren, der größer ist als der, den sie verbrauchen bzw. selbst besitzen.

### Das Tableau Économique und die „einzige Steuer“

#### Inhalt
Herausragende Leistung der Physiokratie ist das von Francois Quesnay im Dezember 1758 erstmalig entworfene, 1759 in zwei weiteren Fassungen präzisierte, in der Folge mehrfach überarbeitete und schließlich 1766 in die bekannteste Form gebrachte Tableau économique. Es blieb 100 Jahre lang unverstanden und geriet in Vergessenheit. Erst Mitte des 19. Jahrhunderts wurde es von Karl Marx wiederentdeckt. Quesnays Verdienst ist es, das sich alltäglich in Millionen individuellen Einzelbeziehungen vollziehende ökonomische Leben der Gesellschaft in seiner „charakteristisch-gesellschaftlichen Massenbewegung“ erfasst und es mittels strenger wissenschaftlicher Abstraktion auf die gesetzmäßigen Beziehungen „zwischen großen, funktionell bestimmten ökonomischen Gesellschaftsklassen“ zurückgeführt zu haben. In der konzentriertesten Fassung des ökonomischen Tableaus stellte Quesnay den Gesamtprozess der gesellschaftlichen Reproduktion in einer aus fünf Linien bestehenden arithmetischen und grafischen Formel dar. Ein wesentlicher Fortschritt in Quesnays Wirtschaftsmodell bestand in der Erkenntnis, dass Ausgaben nicht einfach nur verbraucht werden, sondern an anderer Stelle als Einnahmen erschienen, die nun wieder Ausgaben möglich machten und so weiter. Nicht mehr einzelne Phänomene des Wirtschaftslebens wurden untersucht, sondern es entstand ein Schema, mit dem erkennbar wurde, wie Produktion, Verteilung und Verbrauch zusammenhingen und einander bedingten. Der so entstehende Kreislauf würde sich sozusagen naturgesetzlich selbst regulieren, der Staat sollte so wenig wie möglich eingreifen: „Laissez faire et laisser passer“ wurde zum Wahlspruch der Physiokraten. Die im Tableau dargestellte Gesamtbewegung besteht aus fünf Zirkulationsakten. Ihr geht die Zahlung der Pacht durch die produktive Klasse an die Klasse der Grundeigentümer voraus.
1. Zirkulation zwischen Grundeigentümern und produktiven Klasse: Grundeigentümer kaufen Lebensmittel.
2. Zirkulation zwischen Grundeigentümern und der sterilen Klasse: Grundeigentümer kaufen Manufakturwaren.
3. Zirkulation zwischen der sterilen und der produktiven Klasse: Manufakturarbeiter kaufen Lebensmittel.
4. Zirkulation zwischen der produktiven und der sterilen Klasse: Landwirtschaftliche Pächter kaufen Manufakturwaren.
5. Zirkulation zwischen der sterilen und der produktiven Klasse: Manufakturarbeiter kaufen Rohstoffe.
Die während eines ökonomischen Jahres – von Ernte zu Ernte – zwischen den Klassen stattfindenden Tauschakte werden wertmäßig zu einer Summe zusammengefasst und erfolgen auf der Grundlage des Äquivalenzprinzips. Nur die Aneignung des von der produktiven Klasse geschaffenen Nettoprodukts in Form der Pacht durch die Grundeigentümer erfolgt ohne Gegenwert. Auf diese Weise wird unterstellt, dass die Angehörigen der sterilen Klasse den Grundeigentümern und darunter dem Staat keine Abgaben zahlen. Das führte zur revolutionären physiokratischen Lehre von der einzigen Steuer, die allein dem Grundeigentum aufzuerlegen sei. Die einzige Steuer sollte die anderen Steuern ersetzen. Der Vorschlag ergab sich logisch aus dem physiokratischen System. Die Grundeigentümer eignen sich das Nettoprodukt an. Die beiden anderen Klassen ersetzen nur ihre Vorschüsse; die produktive Klasse führt das Nettoprodukt ab, die sterile Klasse erzeugt keins. Würde man die Vorschüsse der Pächter und der Manufakturisten besteuern, würden die Vorschüsse gemindert und die Reproduktion gefährdet. Also ergibt sich zwingend, allein das Grundeigentum mit einer Steuer zu belasten. Ein Drittel der Einkünfte der Grundeigentümer wird von den Physiokraten für eine angemessene Steuerquote gehalten.

#### Kritische Würdigung
Das Tableau Économique weist die generellen Mängel und Schwächen der Physiokratie auf: die falsche Unterscheidung zwischen einer produktiven und unproduktiven Klasse, der Mehrwert existiert nur in Form der Rente, die als Geschenk der Natur, als bloßer Stoff erscheint. Die analytische Schwäche des Quesnayschen Darstellung liege weniger daran, dass man Nettoerträge ökonomischer Aktivität allein dem Boden zuschrieb, sagt Mark Blaug, „als vielmehr in den Umstand, dass mit dem Tableau nicht gelingt, auf irgendeine Art nachzuweisen, dass der Boden Werte produziert.“ Auf Kritik ist auch die Lehre von der „einzigen Steuer“ gestoßen, vor allem bei den Grundeigentümern. Voltaire, Zeitgenosse der Physiokraten schrieb: „Die Engländer, die so selten lachen, haben gelächelt, als sie erfuhren, dass bei uns geistvolle Leute, eine solche Maßnahme vorschlagen.“ Bagatellisiert wird die Rolle des Geldes, das nur als Zirkulationsmittel fungiert, weder als Akkumulations- oder Wertaufbewahrungsmittel noch in seiner Kapitalform gesehen wird. Betrachtet wird nur die einfache Reproduktion, die Reproduktion auf einfacher Stufenleiter. Wachstum findet nicht statt. Doch die großartige Leistung Francois Quesnays besteht darin, dass die Gesamtproduktion als Reproduktion, d. h. im Fluss, in der Dynamik dargestellt und zum ersten Mal alle Phasen der gesellschaftlichen Reproduktion – Produktion, Distribution, Konsumtion, Zirkulation – in ihrem Zusammenhang erfasst werden. Karl Marx fasst die Hauptergebnisse und -inhalte dieser, unbeschadet ihrer naturalwirtschaftlich-feudalen Verbrämung und einiger formeller Ungenauigkeiten, einzigartigen Leistung zusammen: Der „Versuch, den ganzen Produktionsprozess des Kapitals als Reproduktionsprozess darzustellen, die Zirkulation bloß als die Form dieses Reproduktionsprozesses, die Geldzirkulation nur als ein Moment der Zirkulation des Kapitals, zugleich in diesen Reproduktionsprozess einzuschließen den Ursprung der Revenue, den Austausch zwischen Kapital und Revenue, das Verhältnis der reproduktiven Konsumtion zur definitiven, und in die Zirkulation des Kapitals die Zirkulation zwischen Konsumenten und Produzenten (in fact zwischen Kapital und Revenue) einzuschließen, endlich als Momente dieses Reproduktionsprozesses die Zirkulation zwischen den zwei großen Teilungen der produktiven Arbeit – Rohproduktion und Manufaktur – darzustellen, und alles dies in einem Tableau, das in fact immer nur aus 5 Linien besteht, die 6 Ausgangspunkte oder Rückkehrpunkte verbinden- im zweiten Drittel des 18ten Jahrhunderts, der Kindheitsperiode der politischen Ökonomie – war ein höchst genialer Einfall, unstreitig der genialste, dessen sich die politische Ökonomie bisher schuldig gemacht hat.“ Quesnays Tableau stellt die erste makroökonomische Analyse der Reproduktion dar. Es hat Marx zu seinen Reproduktionsschemata angeregt und kann als Vorläufer der Input-Output-Modelle Wassily Leontiefs betrachtet werden. Sowohl das Tableau Économique als auch Marx’ Reproduktionsmodelle können als Input-Output-Tabellen geschrieben werden.  Das theoretische Hauptproblem der ersten, frühen und späteren Kreislauf- bzw. Reproduktionsmodelle ist von anhaltender aktueller Bedeutung: die Darstellung und Begründung volkswirtschaftlicher Proportionen.

### Eine alternative und historische Sicht
Die übliche Darstellung von Quesnays volkswirtschaftlicher Theorie folgt den Texten, die dann noch aus der Sicht der heutigen ökonomischen Theorie, der Neoklassik, verstanden werden. In einem historischen Kontext und der Sichtweise der klassischen ökonomischen Theorie gelesen, haben diese Texte andere Inhalte.
Quesnays Denken prägte der Blutkreislauf. Den kannte er gut, da er sein Studium durch die Zeichnung anatomischer Kupferstiche verdiente. Zu seiner Zeit waren Mediziner der Auffassung, dass zur Linderung der Entzündung durch zur Ader zu lassen der Blutdruck zu senken sei und zwar an einer von der Wunde entfernten Stelle. Quesnay wies über ein Modell von Rohren nach, dass es bedeutungslos ist, wo der Aderlass stattfindet, denn der Druck sinkt, ganz gleich, wo das System geöffnet wird. Dass dieser Nachweis von einem Chirurgen geliefert wurde, jemandem der sozial unter einem Mediziner steht, machte dies für die Mediziner ärgerlich; es machte den Landarzt Quesnay aber berühmt und 1749 zum Leibarzt der Pompadour.
Dieser Streit war keine Lappalie, sondern ein Zusammenstoß von Theorie-Gebäuden: der bezüglich des Aderlassens noch dominierenden medizinischen Sicht Galens (AD 129 – 216), dessen Texte erst mit der Renaissance in West-Europa wieder bekannt wurden, und der neuen empirischen Sicht des Blutkreislaufs durch Harvey (1578–1657), die erst durch Malpighis Entdeckung der Kapillaren 1661 überzeugte. Da nach Galen das produzierte Blut von den Organen konsumiert wird, während es nach Harvey wieder rezirkuliert wird, hat Galens medizinische Sicht eine Strukturähnlichkeit mit der ökonomischen Neoklassik, nach der Waren zur Erhöhung von Wohlbefinden konsumiert werden, während gemäß der ökonomischen Klassik produktive Arbeit ein Input des nächsten Wirtschaftskreislaufes ist.
Erst aufgrund seiner Stellung am Hof beschäftigte sich Quesnay ab 1750 mit wirtschaftspolitischen Fragen, denn Frankreich drohte der Staatsbankrott. Er sah im wirtschaftlichen Kreislauf der Waren eine Art Blutkreislauf, wobei er auf den Lungenkreislauf nicht einging, da die Funktion der Lunge noch unbekannt war. Lavoisiers Experimente über die Funktion des Sauerstoffs fanden etwas später statt. Wie für den Organismus das Herz, so war die Landwirtschaft für den wirtschaftlichen Kreislauf besonders wichtig.
Anfangs waren Frankreichs Könige gegenüber ihren Fürsten sehr schwach und sie versuchten, deren Unabhängigkeit zu mindern. So wurde Versailles geschaffen, um die Adeligen zu zwingen, dort groß Hof zu halten, ihre Besitzungen zu vernachlässigen und zu verarmen. Ein halbes Prozent der Bevölkerung – der Hochadel, der behauptete, von den germanischen Eroberern abzustammen, und die mit Adeligen bestückte Kirche – bezogen fast die gesamten Netto-Einkünfte des Landes. Daher war fast die gesamte Nachfrage nach handwerklichen und industriellen Leistungen die Nachfrage von Adel und Kirche. Da Adel und Kirche keinen Beitrag zum wirtschaftlichen Kreislauf leisten – sie liefern keinen Output, der Input der nächsten Periode wird –, waren auch die für sie arbeitenden Handwerker für den produktiven Wirtschaftskreislauf belanglos. Die für diese Bedürfnisse verwandte Arbeit war daher unproduktiv, ein zentrales analytisches Element, das die klassischen Wirtschaftstheorie von Adam Smith bis John St. Mill von Quesnay übernahm. Im Tableau économique, einem Input-Output-Schema, zeigt Quesnay, dass Landbesitzer (Adel und Kirche) Leistungen der Handwerker und der Landwirtschaft beziehen, aber außer der Überlassung des Landes an die Landwirte nichts leisten, dass die Handwerker soviel zahlen, wie sie von der Landwirtschaft und anderen Handwerkern beziehen und dass die Landwirte Adel und Handwerk beliefern, ihr Eigenkonsum an handwerklichen und landwirtschaftlichen Leistungen aber gering ist. Nur die Landwirtschaft liefert mehr, als sie bezieht.
Quesnay kann nicht offen sagen, dass die Landbesitzer und alle, die für sie arbeiten, Parasiten sind. Dies wäre eine Kritik an dem Sozialsystem, das er zu retten versucht. Aber zwischen der Arbeit der Handwerker, die vor allem für Adel und Kirche arbeiten, und denen der Landwirte sieht er einen Unterschied. Der Preis handwerklicher Produkte entspricht – wie in der gesamten ökonomischen Klassik – den Reproduktionskosten: den Kosten der verarbeiteten Materialien plus den Subsistenzlöhnen der Handwerker. Zeitweilig höhere Preise senkt der Wettbewerb wieder auf dieses Niveau. Die Preise landwirtschaftlicher Produkte liegen gemäß Quesnay dagegen über den Reproduktionskosten, so dass nur die Landwirtschaft Reichtum schafft, während andere Bereiche sich nur reproduzieren. Eine vergrößerte landwirtschaftliche Produktion senkt die Preise auch deshalb weniger, weil die Nachfrage fast unbegrenzt ist.

« Il faut distinguer […] une augmentation par réunion des matières premières et de dépense en consommation de choses qui existaient avant cette sorte d’augmentation, d’avec une génération, ou création de richesse, qui forment un renouvellement et un accroissement réel de richesses renaissantes. »

Quesnays Unterscheidung von Landwirtschaft und Handwerk (Industrie) findet eine Erklärung bei den britischen Klassikern: Für diese steigen bei erhöhter landwirtschaftlicher Produktion die Stückkosten und Preise landwirtschaftlicher Produkte, weil schlechtere Böden unter den Pflug genommen werden (Ricardo). Werden dagegen industrielle Produkte in höherer Stückzahl hergestellt, sinken die Stückkosten und Preise aufgrund der vertieften Arbeitsteilung (Adam Smith). Quesnay sieht dies genau umgekehrt, aber historisch völlig richtig:
- Adam Smiths berühmte These sinkender Kosten aufgrund einer vertieften Arbeitsteilung induziert durch wachsende Märkte gilt nur für die industrielle Massenproduktion. Frankreichs Handwerker betrieben Einzelfertigung für den Adel; sinkende Kosten können bei Luxusprodukten nicht auftreten. Daher konnte Adam Smith, dem die Physiokraten in Paris das Denken in wirtschaftlichen Kreisläufen beibrachten, diese letztlich nicht verstehen, da sein Denken von den Hintergrundinformationen seines Landes ausging.
- Vor seiner industriellen Revolution revolutionierte England seine Landwirtschaft durch die – nicht offen bekannte – Übernahme chinesischer Vorbilder.[26] Im Norden Frankreichs gab es bereits Beispiele dieser erfolgreichen kapitalistischen Landwirtschaft. Die Übernahme des englischen Vorbildes für ganz Frankreich versprach einen Entwicklungsschub, der wie in England Grundlage einer industriellen Entwicklung sein kann. Quesnays Aussage, dass Frankreichs Zukunft in der Entwicklung der Landwirtschaft und nicht im Gewerbe liegt, ist eine analytische Meisterleistung, die wohl kein Ökonom nach ihm wieder erreichte.
- Die Nachfrage dieser künftigen kapitalistischen Landwirtschaft nach industriellen Gütern schafft für das französische Gewerbe einen neuen Markt. In dem Maße aber, in dem das Handwerk für diesen Markt fertigt, sind seine Produkte Ausgangsbedingung für den nächsten wirtschaftlichen Kreislaufs und somit „produktiv“; diese Produktion wäre auch mit sinkenden Stückkosten verbunden. Quesnays Bezeichnung des Handwerks und der Industrie als „classe stérile“.ist also generell falsch und historisch richtig.

Die Verschränkung von Denkanstößen aus dem Blutkreislauf mit der historischen Entwicklungsmöglichkeit Frankreichs zu einer durch die Wortwahl „politisch korrekten“ Theorie, die ein korruptes Sozialsystem retten sollte durch Reformen, ist wohl in dieser Art einmalig. Da in England die Einkommensverteilung und damit Produktion und Märkte anders waren, hatte schon Adam Smith Schwierigkeiten, diese französischen Aussagen zu verstehen. Smiths Kreislauftheorie folgte aber den Physiokraten und er hätte seine „Wealth of Nations“ Quesnay gewidmet, wäre dieser nicht vorher gestorben. Zu den Schwierigkeiten der britischen ökonomischen Klassiker, die Physiokraten zu verstehen, kamen für die späteren Neoklassiker noch die Differenzen hinzu, die die ökonomischen Klassik von der diametral anderen Neoklassik trennt. Aussagen der meisten nachfolgenden Ökonomen über die Physiokraten zeigen nur, dass die theoretischen Elemente der eigenen Theorie es nicht erlauben, den Sinn der Physiokratie zu begreifen.
Turgot wird 1774 Contrôleur général des finances und beginnt die ersten Schritte, das Programm der Physiokraten zu verwirklichen. Da von der Korruption alle profitieren, treffen seine Reformen auf Widerstand. Als er die Getreidezölle innerhalb Frankreichs aufhebt, verlieren adelige Steuereinnehmer ihre Einkünfte (sie zahlten dem König einen festen Betrag und erheben das Dreifache an Steuern). Als durch eine schlechte Ernte 1774 die Getreidepreise anstiegen, gewann das von den Steuereinnehmern geförderte Gerücht an Glaubwürdigkeit, durch den Freihandel würden nun Spekulanten, auch der König, am Getreidepreis verdienen; das Volk zog bis vor die Tore von Versailles. Als Turgot im Januar 1776 vorschlägt, die Fronarbeit der Bauern abzuschaffen und die Handwerkszünfte aufzulösen, als ersten Schritt, alle Privilegien zu beseitigen, muss der König seinen Gegnern nachgeben und seinen Rücktritt verlangen. Die physiokratischen Gedanken verlieren damit politisch und in den Pariser Salons ihre Bedeutung. Mit Jacques Necker kommt 1776 Turgots Gegner an die Macht, der Frankreichs komparativen industriellen Vorteil, die Produktion von Luxusgütern, und durch weitere Staatsschulden die Französische Revolution fördert.

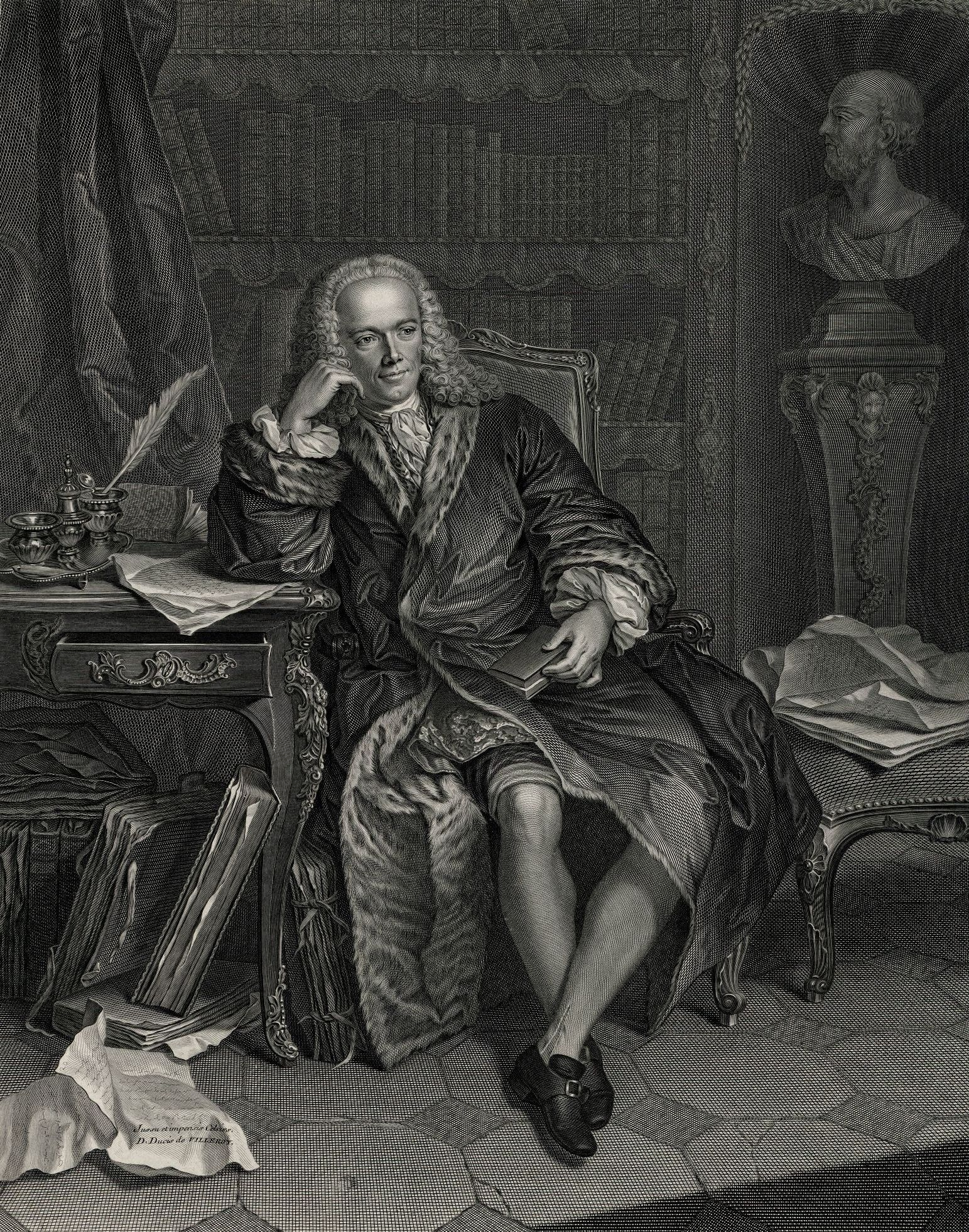
Porträt von François Quesnay in einer Zeichnung von Jean-Charles François nach einem Gemälde von Jean-Martial Frédou

## Mitgliedschaften
1751 wurde er Mitglied der Académie royale des sciences.

## Werke (Auswahl)

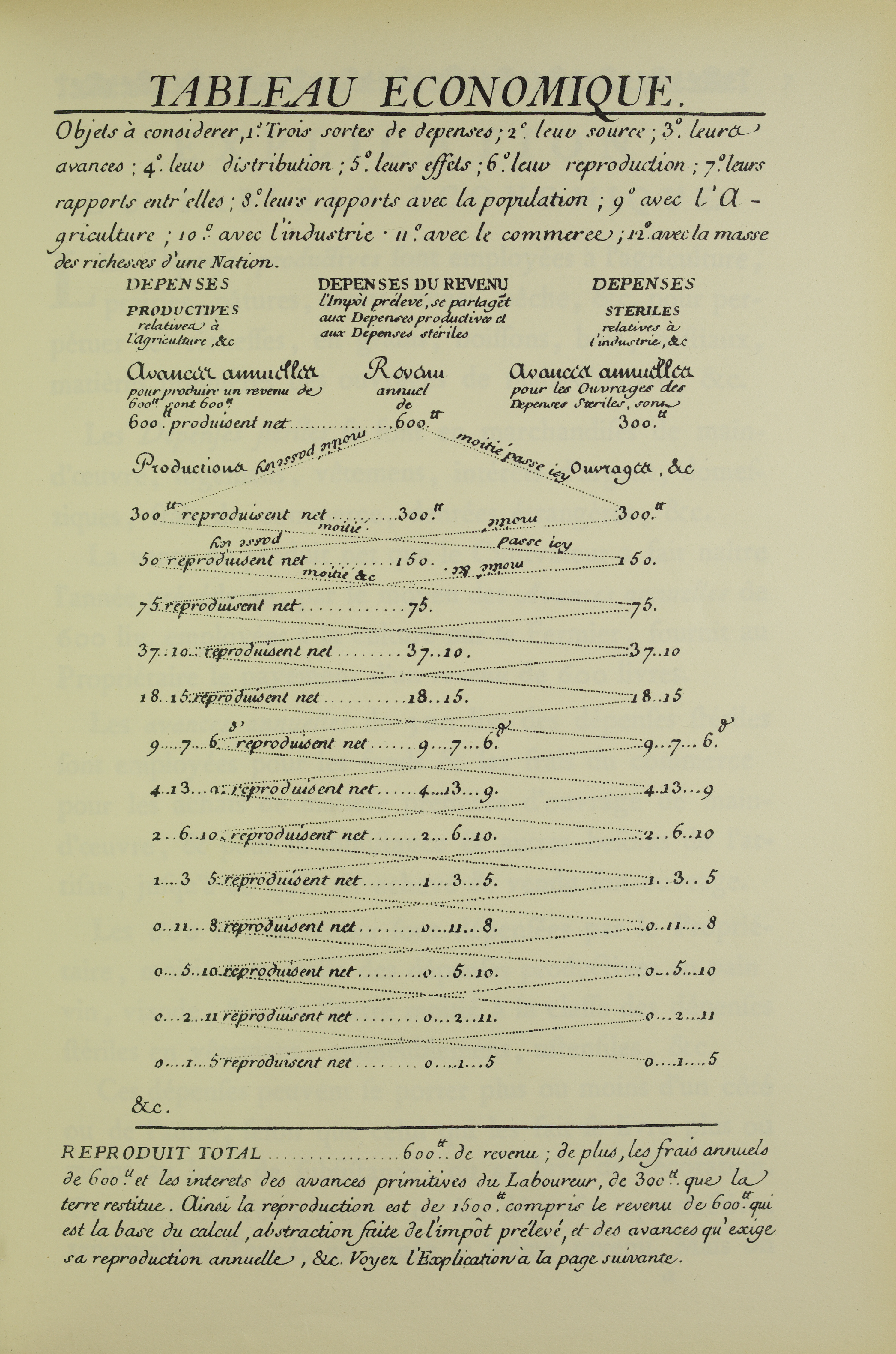
Tableau economique, 1965

- Observations sur les effets de la saignée (1730)
- Essai phisique sur l'œconomie animale (1736)
- L’art de guérir par la saignée (1736)
- Histoire de l'origine et des progrès de la chirurgie en France. Paris 1749
- Traité de la suppuration (1749)
- Traité de la gangrène (1749)
- Traité des fièvres continues (1753)
- Auguste Oncken (Hrsg.): Oeuvres économiques et philosophiques. Frankfurt am Main.: Joseph Baer; Paris: Jules Peelman, 1888
- Marguerite Kuczynski (Hrsg.): Ökonomische Schriften. Berlin: Akademie-Verlag, 1971/76. 1.: Schriften aus den Jahren 1756–1759. 1971 (2 Bde.). 2.: Schriften aus den Jahren 1763–1767. 1976 (2 Bde.)